# Liste des lieux historiques nationaux du Canada au Nunavut
Voici la liste des lieux historiques nationaux du Canada (anglais : National Historic Sites of Canada) situé au Nunavut. En mars 2011, on compte 12 lieux historiques nationaux au Nunavut, dont aucun sont administrés par Parcs Canada.
Les noms des sites correspondent à ceux donnés par la commission des lieux et monuments historiques du Canada, qui peuvent être différents de ceux donnés par le milieu local.

## Lieux historiques nationaux
| Lieu                                                | Désignation | Municipalité                                        | Description | Photo |
| --------------------------------------------------- | ----------- | --------------------------------------------------- | --- | ----- |
| Arvia'juaq et Qikiqtaarjuk (en)                     | 1995        | Arviat 61° 10′ 00″ N, 93° 51′ 00″ O                 | Site où les Inuits séjournaient durant l'été, doté d'une riche histoire et d'importantes ressources in situ                                                                                  |       |
| Bloody Falls                                        | 1978        | Kugluktuk 67° 44′ 36″ N, 115° 22′ 03″ O             | Lieux de chasse et de pêche de la pré-contact; garde des traces de la présence des cultures du pré-Dorset, de Thulé, des Premières Nations et inuite au cours des trois derniers millénaires |       |
| Épaves du HMS Erebus et du HMS Terror               | 1992        | Kitikmeot, Unorganized 69° 18′ 00″ N, 98° 55′ 00″ O | Navires de la dernière expédition de Franklin, 1845 |       |
| HMS Breadalbane (en)                                | 1983        | Baffin, Unorganized 74° 41′ 00″ N, 91° 50′ 00″ O    | Le navire a pris part aux recherches destinées à retrouver l'expédition du capitaine John Franklin                                                                                           |       |
| Île Kodlunarn                                       | 1964 2000   | Baffin, Unorganized 62° 49′ 00″ N, 65° 25′ 00″ O    | Maison de Martin Frobisher et fonderie (1576-1578) |       |
| Inuksuk                                             | 1969        | Baffin, Unorganized 64° 34′ 00″ N, 78° 12′ 00″ O    | Lieu inuit réunissant une centaine de tas de pierres (Inukshuks) |       |
| Passage de caribous en automne                      | 1995        | Keewatin, Unorganized 63° 38′ 20″ N, 96° 03′ 22″ O  | Site de chasse d'automne d'une importance cruciale pour la survie historique de la communauté inuite                                                                                         |       |
| Port Refuge                                         | 1978        | Baffin, Unorganized 76° 18′ 00″ N, 94° 43′ 00″ O    | Périodes d'occupation pré-contacts; commerce avec les colonies norvégiennes |       |
| Poste de pêche à la baleine de l'île Blacklead (en) | 1985        | Baffin, Unorganized 64° 59′ 00″ N, 66° 12′ 00″ O    | Compte parmi les postes autochtones et européennes de pêche à la baleine et les hivernages qu'ait abrités la baie Cumberland                                                                 |       |
| Poste de pêche à la baleine de l'île Kekerten       | 1985        | Baffin, Unorganized 65° 42′ 00″ N, 65° 49′ 00″ O    | Compte parmi les postes autochtones et européennes de pêche à la baleine et les hivernages les plus importants qu'ait abrités la baie Cumberland                                             |       |
| Sites archéologiques de l'île Igloolik (en)         | 1978        | Kitikmeot, Unorganized 69° 23′ 00″ N, 81° 40′ 00″ O | Une des séquences archéologiques les plus complètes de l'Arctique de l'an 2000 av. J.-C. à l'an 1000 apr. J.-C.                                                                              |       |
| Sites de l'île Beechey                              | 1993        | Baffin, Unorganized 74° 43′ 00″ N, 91° 51′ 00″ O    | Sites liés à l'exploration dans l'Arctique au XIXe siècle |       |